# Niherne
Niherne é uma comuna francesa na região administrativa do Centro, no departamento Indre. Estende-se por uma área de 42,97 km². Em 2010 a comuna tinha 1 617 habitantes (densidade: 37,6 hab./km²).